# Kordatársulat
A kordatársulat kordát (kötélből készült szerzetesi övet) viselő, ferences lelkiségű társulat (confraternitas). Neve a latin corda, magyarul kötél szóból ered, amely a szerzetesek övét jelenti. Teljes neve Szerafikus (Assisi) Szent Ferenc Kordatársulat vagy Övtársulat. Szent Ferenc tiszteletére V. Szixtusz pápa 1585-ben alapította Assisiben. Tagjai állandóan viselték a megszentelt övet. Tagja lehetett minden keresztény, kivéve a súlyos bűnt elkövetőket. Magyarországon II. József király rendelete oszlatta fel őket 1788-ban.

## A korda jelentése
A korda vagy szerzetesi öv a biblia alapján az éberség, a bűnbánat és vezeklés jele. A ferences kordatársulatban a tagok övén három csomó volt. A három csomó jelentette a Szentháromságot, a három isteni erényt, a hitet, a reményt, a szeretetet és Szűz Mária három szívfájdalmát.
A népi szimbolika érdekes példája a korda "lelki értelmének" magyarázata. Jelenti azt a kötelet, amellyel az Üdvözítőt megkötözték, és amint Ráchábot Jerikóban megoltalmazta a karmazsin kötél, úgy oltalmazza ez a lenkötél is a viselőit az örök haláltól és a purgatórium kínjától.

## Kordatársulatok Magyarországon
A kordatársulatot a ferencesek a 17. században honosították meg Magyarországon. Amint a 18. századi német nyelvű rendtartásuk mondja: "Semmit sem kíván a társaság, ami az atyafiakat és nénéket a többi keresztények fölött kötelezné. Tagja lehet minden keresztény, szegény, gazdag, öreg, fiatal, világi, egyházi." Annyival mindenesetre ki kellett tűnnie a kordaviselőnek, hogy "cégéres bűnös nem lehet". Ha valaki bűnbe esett, és háromszori figyelmeztetés során sem javult meg, törölték a társulat tagjainak sorából.
Minden új tag gyónással és áldozással készült a felvételre, amikor is megkapta a kordaövet.

A kordatársulat áhítatgyakorlata volt az újholdvasárnapi körmenet, melyen minden tagnak kordával felövezve kellett megjelennie. Az utána következő napon, hétfőn énekes misét mondattak az elhunyt tagokért. Ekkor az olvasni tudó konfráterek (társulati tagok) a halotti zsolozsmát, többiek a szentolvasót imádkozták. A miseimádságok és a szentségek vételekor mondott imaszövegek gyakran idéztek Szent Gertrúd és Mechtild jelenéseiből, mondáiból. Fekete zászlójukkal vonultak elhunyt tagjaiknak a temetésére.
A kordaviselők több helyen, így például a magyar lakosságú Sopron vármegyei Iván községben is, önostorozó körmeneteket tartottak. Sok külsőség tette a nép előtt kedvessé ezt az áhítatmódot. A menet élén vitt fekete zászló után egy piros köpönyegbe öltözött, töviskoszorús társulati tag a keresztet hordozta, őt követték a szőrzsákot viselő flagellánsok. Ez az adat bizonyság arra, hogy a barokk kor magyarjaitól sem állott távol az érzelmekkel átfűtött vallásosság. Népiesen köteleseknek hívták őket. 1780-ban említették a kordatársulatot a Győr vármegyei Ásványon (napjainkban Ásványráró része). A társulat igazgatója az egyik győri ferences szerzetes, mellette említenek elnököt, titkárt és pénztárost. Minden évben nagyböjt idején az igazgatójuk Győrből elment közéjük, és a társulat keletkezéséről, állapotáról, a megáldott kötelék hasznáról, búcsúkról beszélt nekik.
A 18. századi Magyarországon mintegy 700 kordatársulat működött, némelyeknek fiók társulatai is voltak. II. József király rendelete alapján 1788-ban 213 kordatársulat oszlott fel.